# Федьков, Иван Николаевич
Иван Николаевич Федьков (21 августа (22 декабря) 1907 года (точная дата устанавливается)  — 22 октября 1978) — советский военный деятель, генерал-майор артиллерии, участник советско-финской и Великой Отечественной войн.

## Биография
Иван Николаевич Федьков родился 21 августа (22 декабря) 1907 года (точная дата устанавливается) на хуторе Броды Еменецкой волости, Невельского уезда, Витебской губернии (ныне — Невельский район Псковской области). В 1929 году был призван на службу в Рабоче-Крестьянскую Красную Армию. В 1933 году окончил 2-ю Ленинградскую артиллерийскую школу, после чего продолжил службу в рядах Военно-морского флота СССР. Служил на командных должностях в частях береговой обороны Балтийского флота. Участвовал в советско-финской войне, будучи помощником начальника Управления береговой обороны Балтийского района Балтийского флота. С июня 1941 года являлся начальником 1-го отделения штаба Выборгского сектора береговой обороны. Здесь его застало начало Великой Отечественной войны.
В июле 1941 года И. Н. Федьков был назначен начальником штаба Кронштадтского сектора. С мая 1942 года возглавлял штаб городского оборонительного участка Кронштадтской военно-морской базы, а двумя месяцами позже — штаб Кронштадтского сектора береговой обороны. Под его руководством осуществлялось строительство огневых точек на подступах к острову Котлин, Он лично выезжал на самые ответственные участки строительства, где трудилось в большинстве своём гражданское население, не имевшее опыта работы. Не раз при выполнении своих обязанностей попадал под вражеские бомбардировки и обстрелы. Неоднократно руководил артиллерийскими стрельбами по северному и южному берегам Финского залива, нанося врагу большие потери. В апреле 1945 года был назначен комендантом Кронштадтского сектора береговой обороны.
После окончания войны продолжал службу в Военно-морском флоте СССР. В течение многих лет занимал высокие должности на Тихоокеанском флоте. Когда на флотах стали активно внедрять реактивное вооружение, И.Н.Федьков освоил их и продолжал руководить крупными ракетными соединениями. В января 1961 года стал начальником ракетных частей Тихоокеанского флота. В октябре 1964 года вышел в отставку. Умер 22 октября 1978 года, похоронен в колумбарии Санкт-Петербургского крематория.

## Прохождение службы в ВМФ
- 1925-1983 гг.  — Курсант
- 25.03.1936 г.  — Лейтенант
- 31.08.1938 г.  — Старший Лейтенант
- 10.03.1939 г.  — Капитан
- 21.03.1942 г.  — Майор
- 27.11.1943 г. — Подполковник
- 21.02.1948 г.   — Полковник
- 18.02.1958 г.  — Генерал

## Семья
Отец — Федьков Николай Никитович. Умер в 1942 г.
Мать — Федькова Софья Тимофеевна. В 1922 г. избрана делегатом Всероссийского съезда Советов. В 1946 г. награждена «Орденом Материнской славы». Умерла в 1950 г.
Жена — Сайникова А. А.
Сын  — Федьков Александра Иванович (1936 г.р.)
Жена — Федькова (Ерофеева) Надежда Владимировна (1920—2001 гг.)
Дочь — Герасимова (Федькова) Татьяна Ивановна (1945—2019 гг.) Эксперт по уникальной графике Комбината Графического искусства (1974—1994), специалист по маркетингу в секторе сувенирной продукции Государственного Русского музея. Была замужем за Герасимовым Михаилом Михайловичем.
Внучка — Герасимова Анна Михайловна — искусствовед, художник, дизайнер (род. 1972 г.)

## Награды
Ордена
- 2 Ордена Ленина (один утрачен в 1944 г,, 5 ноября 1954 года);
- 3 Ордена Красного Знамени (один утрачен в 1944г., 3 февраля 1944 года, 15 ноября 1950 года);
- Орден Отечественной войны 1-й степени (17 июля 1945 года);
- 2 Ордена Красной Звезды (8 июня 1943 года, ?);
- 2 Ордена Китайской республики (находится в Москве)
- Орден Вьетнамской республики (находится в Москве)
- Орден Камбоджийской республики (находится в Москве)

Медали
- Медаль за Боевые заслуги (утрачена в 1944 г.)
- Медаль за Победу над Германией
- Медаль за Оборону Ленинграда
- Медаль 30 лет Вооруженных сил
- Медаль 40 лет Вооруженных сил
- Медаль 50 лет Вооруженных сил
- Медаль 250 лет Ленинграду
- Медаль 100 лет Рождению ВМФ (?) Ленинграда
- Медаль 20 лет Победы над Германией
- Медаль 30 лет Победы над Германией
- Медаль Китайско-советской дружбы